# テル・ブラク

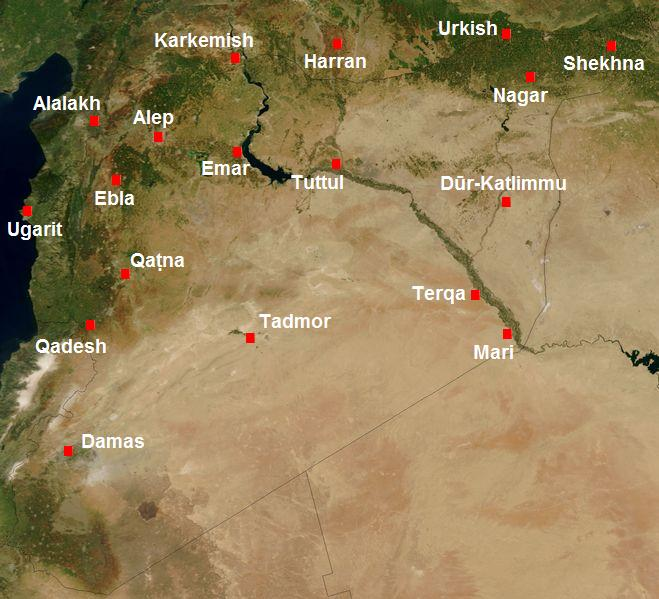
紀元前2千年紀ごろのシリア・メソポタミア周辺地図。テル・ブラクは図の右上にある「ナガル」（Nagar）と書かれた場所にある

テル・ブラク（テル・ブラック、Tell Brak）は現在のシリア北東部にある、新石器時代後期からシュメール・アッカドの時代、フルリ人のミタンニ王国の時代まで続いた古代都市国家遺跡。古代にはナガル（Nagar）と呼ばれていた。ハブール川に面しており、各時代の建築物が積み重なってできた遺丘（テル）の高さは40メートルに達し、中東の古代都市の跡にできた遺丘の中でも最も高いものの一つである。また都市の一辺の大きさは1キロメートルほどであり、北メソポタミアでも最大級の街であった。

## 歴史
テル・ブラク遺跡には、紀元前6000年頃から小さい集落があったとされ、新石器時代後期のハラフ文化に属する遺物や、その後に続くウバイド文化の遺物が発掘されている。この地に都市が形成されたのは、メソポタミア南部のウルクと同時期かそれよりも若干早い紀元前4千年紀初期からであることが、遺跡の古い層の調査から明らかになっている。テル・ブラクから見つかったウルク期の遺物からは、書記たちの教育のために使われた教科書が発見されている（ウルクIV層から発見されている「職業リスト」 "Standard Professions" など）。こうした文書は、紀元前3千年紀のメソポタミアからシリアにかけて広く行われていた、標準化された書記養成システムの一部をなすものである。紀元前2千年紀の層からは、これまで知られている中で最も大規模なミタンニ王国の遺物群が出土している。
紀元前3千年紀の楔形文字文書は、ナガルの街が、レバント諸都市や東アナトリアのタウルス山脈方面の都市と、チグリス川上流地方などメソポタミア北部方面の諸都市を結ぶ大きな中継点だったことを物語る。ナガルからは1998年の調査で、紀元前2400年ごろに火を放たれ破壊された神殿が出土しているが、この種類の神殿としては中部メソポタミア以北ではもっとも古いものである。

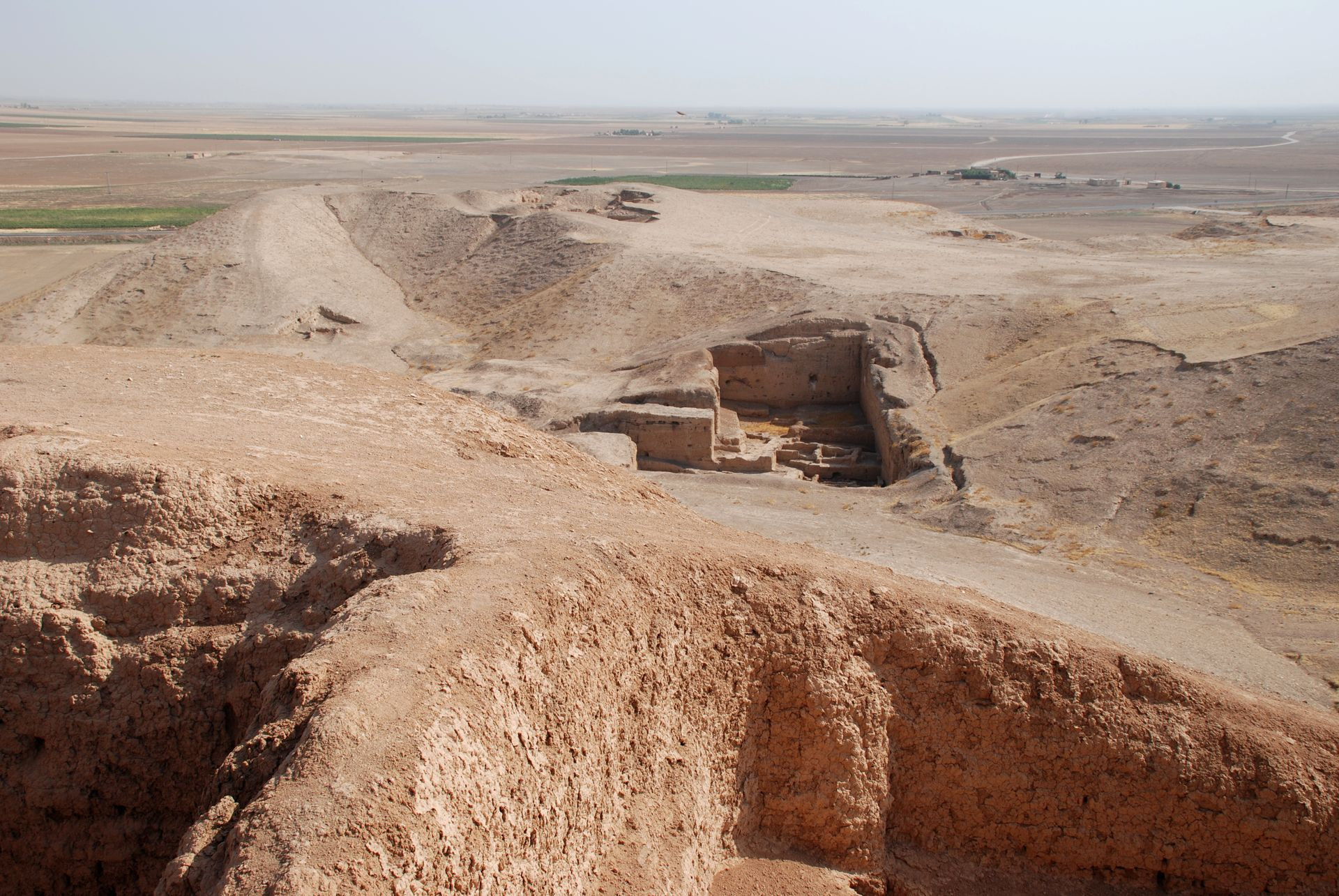
テル・ブラクNE地区の遺丘

紀元前3千年紀、ナガルはアッカド文化圏の辺縁の、巨大な王権の下で組織された乾燥地農業地帯に位置していた。平野部に沿って西へ行くと、文化的に独立を保っていた都市国家ウルケシュがあった。紀元前22世紀、ナガルがアッカド帝国北部の行政中心地だった時期、アッカド王ナラム・シンの宮殿兼要塞が築かれた。これは王の居所というより、収集した貢物や農産物の倉庫という性格であった。発掘にあたる学者たちは、アッカド人がナガルの街を政治的に支配していたとはみなしておらず、宮殿から出土したアッカド語楔形文字で書かれた行政文書が翻訳のために公開されている。エブラから出土した文書の中にある「ブラキゴ」（Brakigo）の街がナガル（テル・ブラク）と同一であるとすれば、ナガルとエブラが経済的・文化的に交流を活発に行っていたことになる。
紀元前2千年紀、遺跡のうちのごく一部地域には青銅器時代後期の宮殿とミタンニ時代（紀元前1500年から紀元前1360年頃）の神殿があった。また紀元前1700年から紀元前1200年ごろの居住跡も見られる。紀元前2千年紀の前半はアッシリア、マリ、エシュヌンナなどが北メソポタミアで争った時代でナガルも争奪の対象となり、マリから出土した文書の中では、マリ王ヤフドゥン・リムがアッシリアを大国としたシャムシ・アダド1世をナガルの城門の前で破ったことが書かれている。一方、フルリ人は紀元前2千年紀に入ったあたりから各地に王国を築き、紀元前2千年紀半ばにはミタンニ王国を築いて北メソポタミアをほぼ手中におさめ全盛期を迎えた。

## 発掘

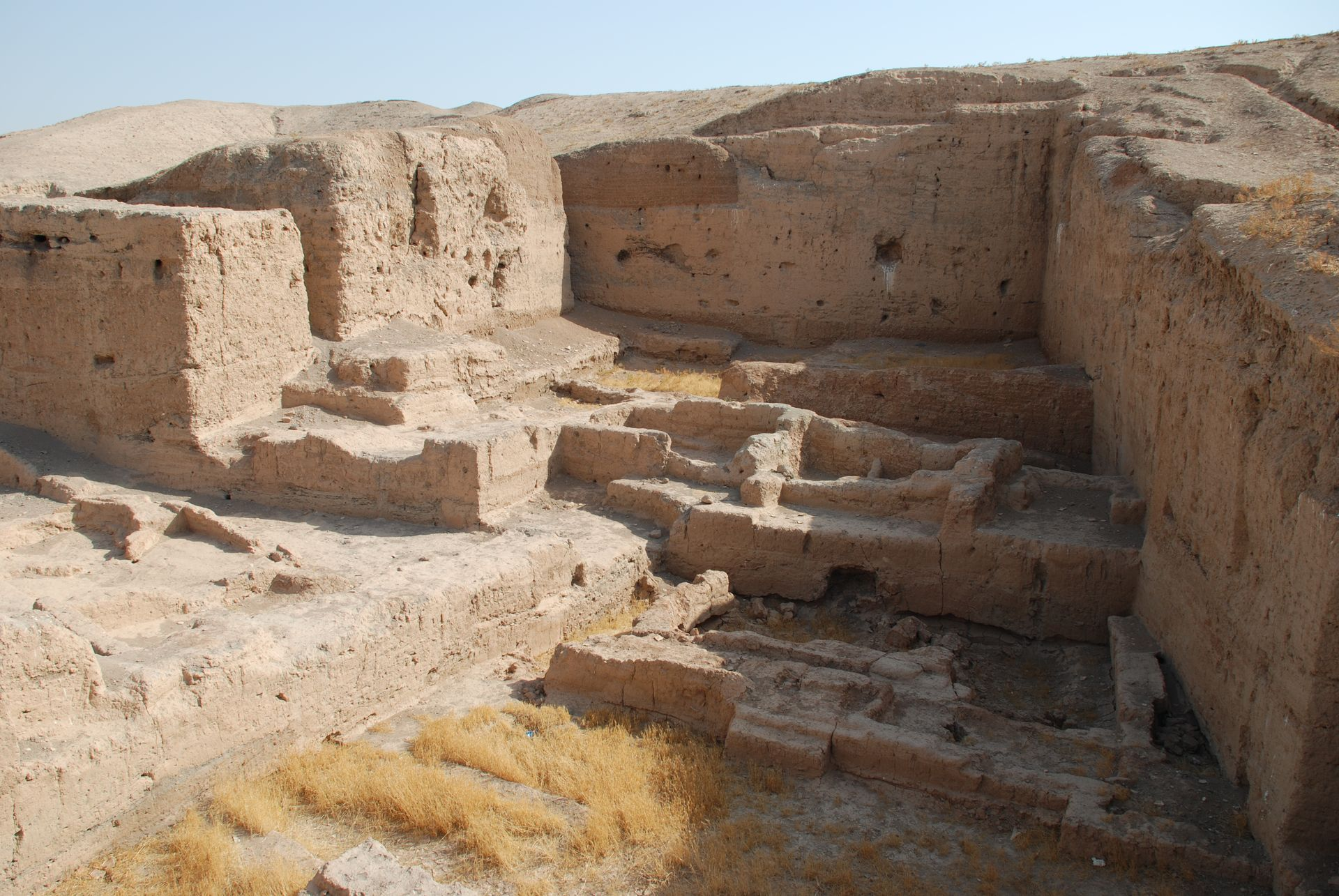
テル・ブラク遺跡 TW地区

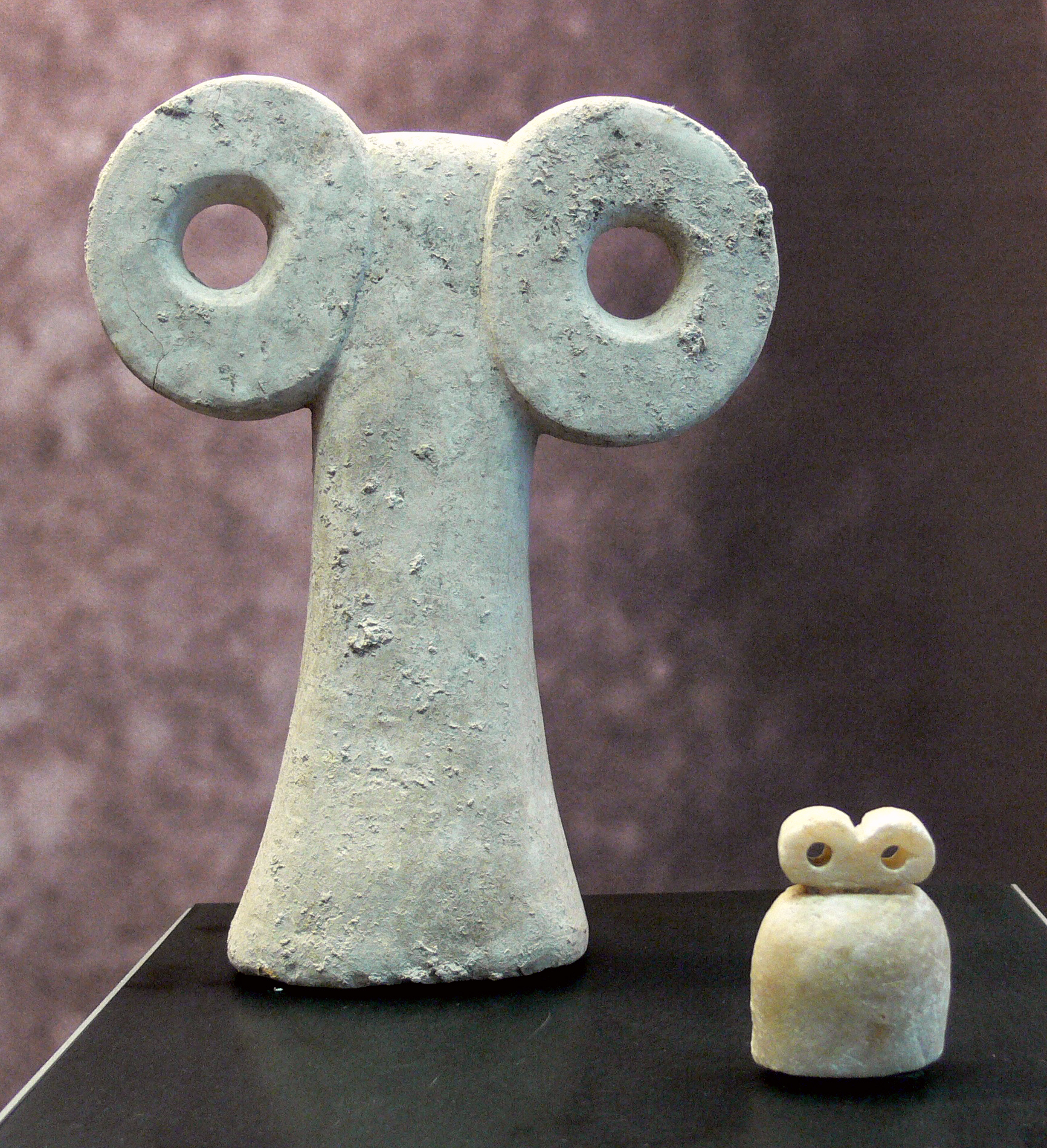
眼の神殿から見つかった「眼の偶像」

テル・ブラク（ナガル）の遺跡は、イギリスの考古学者マックス・マローワン卿（Sir Max Mallowan）が1930年代に発掘を進め、1976年から1993年までデイヴィッド・オーツとジョーン・オーツ（David and Joan Oates）が発掘を再開した。
紀元前3700年頃のものと思われる家には、ドーム状のかまどのある長細い中庭があり、一族などの集まりが行われるには十分な広さがある。また紀元前2300年頃に馬が導入される前は、ナガルはロバ（donkey）とアジアノロバ（onager）を掛け合わせた雑種のロバを生産する土地で、このロバは荷車を引かせるために使われ各地に高値で売れた。
アッカド以前の時代のナガルを物語る、テル・ブラクでも最も知られた遺跡は、紀元前4千年紀後半の「眼の神殿」と呼ばれるもので1937年から1938年にかけて発掘された。紀元前3500年頃から紀元前3300年頃にかけて建設されたとみられる神殿からは、雪花石膏（アラバスター）で造られた数百個の小さな像（胴の上に、首の代わりに二つの大きな両目がついている像で、「眼の偶像」 "eye idol" と呼ばれる）が出土しており、泥レンガで神殿が建設された時に、漆喰のなかに塗り込められたものとみられる。また神殿の表は円錐状の彩色土器（clay cone、コーン・モザイク）を埋め込んだモザイクや、銅板、金細工などで装飾されており、同時期のシュメールの神殿の様式とも比較される。近年の発掘のうち最も劇的な発見は、紀元前3800年に遡る二つの集団墓地であり、都市化の過程と戦争とが結びついていたことを示唆するものである。
また1984年には、絵文字で家畜の種類と数が書かれていた紀元前4千年紀前半の粘土板が見つかっている。この絵文字は楔形文字より古く、ウルク古拙文字のものより単純な形をしているが、何語を表すためのものであったかはまだ分からない。